# マリア・マンデル

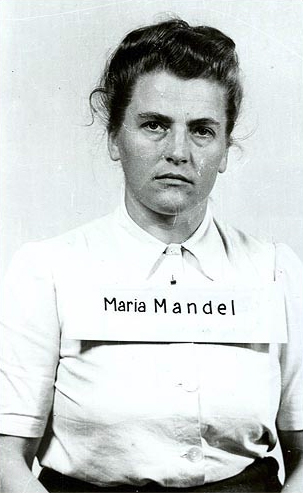
マリア・マンデル

マリア・マンデル（Maria Mandl、1912年1月10日 - 1948年1月24日）は、ナチス・ドイツの親衛隊における女子軍属（SS-Gefolge）。アウシュヴィッツ＝ビルケナウ強制収容所の囚人管理長(en:SS-Oberaufseherin)を務めた。

## 生涯
オーストリア・ハンガリー帝国（現在のオーストリア・オーバーエスターライヒ州）のミュンツキルヘンに生まれ、1938年に親衛隊に入隊。アウシュヴィッツ＝ビルケナウ強制収容所所長ルドルフ・フェルディナント・ヘスの指示の下に管理した。一説には、彼女の命令によって50万人を超える女囚（ユダヤ人、ロマ、政治犯など）が殺されたとされる。
ドイツの敗北後逃亡するも1945年8月に米軍によって拘束され、翌1946年11月にポーランドに引き渡された。1947年11月に死刑判決を受け、翌1948年1月に絞首刑を執行された。